# Bedlay Castle
Bedlay Castle, auch Bedley Castle oder Bedlay House, ist ein Schloss in der schottischen Stadt Chryston in der Council Area North Lanarkshire. Es liegt östlich der Stadt in einem kleinen Wäldchen. 1971 wurde Bedlay Castle in die schottischen Denkmallisten in der höchsten Kategorie A aufgenommen. Zusammen mit den Außengebäuden auf den umliegenden Ländereien bildet Bedlay Castle außerdem ein Denkmalensemble der Kategorie B.

## Geschichte
Die ältesten Teile von Bedlay Castle stammen aus der Zeit nach der christlichen Reformation in Schottland, also dem letzten Viertel des 16. Jahrhunderts. Bauherr war der 4. Lord Boyd of Kilmarnock. Im Jahre 1642 ging das Anwesen in den Besitz des Juristen James Roberton über. Dieser ließ Bedlay Castle im 17. Jahrhundert beträchtlich erweitern. Das Anwesen wurde über mehrere Generationen innerhalb der Familie vererbt und ist bis heute bewohnt. Im Laufe der Jahre änderte sich auch die Bezeichnung des Schlosses. Wurde früher eher von Bedlay House gesprochen, wird seit dem 20. Jahrhundert Bedlay Castle bevorzugt.

## Beschreibung

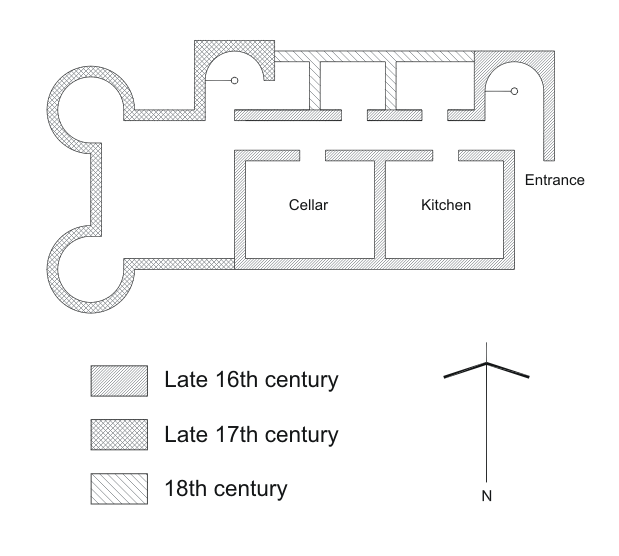
Grundriss von Bedlay Castle

Die dem 16. Jahrhundert entstammenden Teile von Bedlay Castle machen heute den Ostteil aus. Hierzu gehört der quadratische Treppenturm, der an der Nordostkante hervorspringt und das ansonsten zweistöckige Gebäude überragt. Der im 17. Jahrhundert entstandene Westteil schließt mit zwei runden Türmen an den Gebäudeecken ab. Das Haupthaus besitzt ausgebaute Mansarden. Um 1860 wurde Bedlay Castle umgebaut und insbesondere im Inneren an die Viktorianische Architektur angepasst. Hierbei wurden viele der Fensteröffnungen vergrößert.